# 오노하마 조선소
오노하마 조선소(小野浜造船所)는 일본 효고현 고베시에 있었던 조선소이다.

## 역사
처음에는 영국인 에드워드 찰스 커비(Edward Charles Kirby)가 다른 2명과 함께 ‘오노하마 철공소’로 설립하여, 목조 증기선 등을 제조했다. 1878년에 커비가 혼자 독립하면서 ‘오노하마 조선소’가 되었다. 1882년에는 일본 최초의 철제 증기선, 다이코기센 다이코마루(太湖丸)를 건조했다. 에드워드 하즐렛 헌터가 설립한 ‘오사카 철공소’(이후 히타치 조선)와 더불어 일본 근대 조선소의 여명기에 큰 역할을 했다.
커비는 열성적으로 사업을 확장했다. 당시 일본 유일의 철선 건조 실적을 보유하고 있던 적도 있었기 때문에, 1883년 2월 23일에는 해군에서 일본 최초의 철제 전함 ‘야마토’(초대) 수주에 성공했다. 그러나 건조 과정은 순탄치 않았다. 10월에 영국에 주문한 부품이 파업의 영향으로 늦게 도착했다. 게다가 공사 기간 연기 신청이 이루어진 12월에는 자금 사정이 막히면서 커비가 자살하는 사태가 발생했다.
‘야마토’가 건조 중이었던 사정도 있어, 1884년에 해군이 인수하여 관영조선소로 생존하게 되었다. 구레 진수부가 개설된 후 그 관할이 되었다. 같은 시기에 설치된 구레 조선부(이후 구레 해군 공창)가 궤도에 오르자 시설을 구레로 이전하면서 오노하마 조선소는 폐쇄되었다.

## 연혁
- 1868년 커비가 고베에 ‘오노하마 철공소’를 공동 설립
- 1878년 커비 혼자 ‘오노하마 조선소’를 설립
- 1882년 일본 최초의 철제 증기선 다이코마루(太湖丸)를 건조
- 1883년 군함 ‘야마토’(초대) 기공
- 1884년 경영이 혼란한 ‘오노하마 조선소’를 해군이 인수하여 계속 함정 건조
- 1887년 ‘야마토’ 준공
- 1890년 구레 진수부 관할 조선소
- 1893년 구레 진수부 조선 지부로 명칭 변경

## 주요 함정
- 슬루프 : 야마토 (초대)
- 감시선 : 마야 - 아카기 - 오시마
- 연습선 : 干珠 - 満珠

## 같이 보기
- 구레 해군 공창
- 구레 진수부